# Leichtathletik-Länderkampf der Männer 1961 BR Deutschland – Großbritannien
| 9. Leichtathletik-Länderkampf mit bundesdeutscher Beteiligung 1961 | 9. Leichtathletik-Länderkampf mit bundesdeutscher Beteiligung 1961 |                     |
| ------------------------------------------------------------------ | ------------------------------------------------------------------ | ------------------- |
|                                                                    |                                                                    |                     |
| Ländervergleich der Männer: BR Deutschland – Großbritannien        |                                                                    |                     |
| Austragungsort                                                     | Dortmund                                                           |                     |
| Wettbewerbe                                                        | 20                                                                 |                     |
| Datum                                                              | 2./3. September 1961                                               |                     |
| 1. FRG 2. GBR                                                      | 113 Punkte 098 Punkte                                              |                     |
| Chronik                                                            |                                                                    |                     |
| ← FRG-GBR (F)                                                      | SUI-FRG Geher (M) →                                                | SUI-FRG Geher (M) → |

Der neunte Vergleich des Länderkampfjahres 1961 fand einen Tag nach der Veranstaltung der Frauen statt, die in Oberhausen gegen Großbritannien angetreten waren. Am 2./3. September trugen die Männer in Dortmund ihren eigenen Wettkampf mit demselben Gegner aus. Fünf Mal waren sich die beiden Länder in einem solchen Aufeinandertreffen zuvor begegnet, vier Mal hatte Deutschland gesiegt, einmal Großbritannien.

## Wettbewerbe und Modus
Auf dem Programm standen die bei Länderkämpfen üblichen zwanzig Disziplinen. Aus dem olympischen Wettbewerbskatalog fehlten nur der Marathonlauf, die beiden Gehdisziplinen und der Zehnkampf. Die Wertung erfolgte in allen Disziplinen nach dem Standardsystem.

## Ergebnis
Bezüglich der Ergebnisse in den verschiedenen Bereichen des Leichtathletikprogramms verlief der Männerländerkampf gegen Großbritannien ganz ähnlich wie der Vergleich der Frauen am Tag zuvor. In den Lauf- und Sprungwettbewerben ging es sehr ausgeglichen zu. Jede Mannschaft entschied je fünf Läufe für sich, Großbritannien zwei davon mit Doppelerfolgen, die Bundesrepublik Deutschland mit drei Doppelerfolgen. Von den Sprüngen gewannen beide Länder je zwei, in einem sicherte sich die Bundesrepublik einen Doppelerfolg. Die Entscheidung fiel auch hier in den Wurf- und Stoßdisziplinen. Drei Würfe/Stöße gingen mit zwei Doppelerfolgen an die bundesdeutschen Sportler, einer an die britischen. So siegte die Bundesrepublik Deutschland in diesem sechsten Aufeinandertreffen mit 113 zu 98 Punkten.

## Legende
Kurze Übersicht zur Bedeutung der Symbolik – so üblicherweise auch in sonstigen Veröffentlichungen verwendet:
| DNF | nicht im Ziel (did not finish) |

## Resultate

### 100 m
| Platz | Athlet          | Land | Zeit (s) |
| ----- | --------------- | ---- | -------- |
| 1     | David Jones     | GBR  | 10,4     |
| 2     | Alfred Hebauf   | FRG  | 10,4     |
| 3     | Manfred Germar  | GBR  | 10,5     |
| 4     | Michael Hildrey | FRG  | 10,7     |

Datum: 2. September

### 200 m
| Platz | Athlet          | Land | Zeit (s) |
| ----- | --------------- | ---- | -------- |
| 1     | Manfred Germar  | FRG  | 20,9     |
| 2     | David Jones     | GBR  | 21,0     |
| 3     | Michael Hildrey | GBR  | 21,1     |
| 4     | Klaus Ulonska   | FRG  | 21,4     |

Datum: 3. September

### 400 m
| Platz | Athlet            | Land | Zeit (s) |
| ----- | ----------------- | ---- | -------- |
| 1     | Adrian Metcalfe   | GBR  | 45,7     |
| 2     | Robbie Brightwell | GBR  | 45,9     |
| 3     | Manfred Kinder    | FRG  | 45,9     |
| DNF   | Gerhard Weinmann  | FRG  | verletzt |

Datum: 2. September

### 800 m
| Platz | Athlet        | Land | Zeit (min) |
| ----- | ------------- | ---- | ---------- |
| 1     | Paul Schmidt  | FRG  | 1:47,2     |
| 2     | Jörg Balke    | FRG  | 1:48,1     |
| 3     | Peter Kilford | GBR  | 1:48,4     |
| 4     | Robert Piercy | GBR  | 1:48,4     |

Datum: 2. September

### 1500 m
| Platz | Athlet         | Land | Zeit (min) |
| ----- | -------------- | ---- | ---------- |
| 1     | Alan Simpson   | GBR  | 3:44,1     |
| 2     | Klaus Lehmann  | FRG  | 3:44,4     |
| 3     | Adolf Schwarte | FRG  | 3:45,2     |
| 4     | Mike Berisford | GBR  | 3:45,7     |

Datum: 3. September

### 5000 m
| Platz | Athlet          | Land | Zeit (min) |
| ----- | --------------- | ---- | ---------- |
| 1     | Roland Watschke | FRG  | 14:16,0    |
| 2     | Horst Flosbach  | FRG  | 14:16,6    |
| 3     | Bruce Tulloh    | GBR  | 14:16,6    |
| 4     | Brian Graig     | GBR  | 14:19,6    |

Datum: 2. September

### 10.000 m
| Platz | Athlet        | Land | Zeit (min) |
| ----- | ------------- | ---- | ---------- |
| 1     | Basil Heatley | GBR  | 30:05,0    |
| 2     | Martin Hyman  | GBR  | 30:05,0    |
| 3     | Gustav Disse  | FRG  | 31:19,8    |
| 4     | Ludwig Müller | FRG  | 31:19,8    |

Datum: 3. September

### 110 m Hürden
| Platz | Athlet            | Land | Zeit (s) |
| ----- | ----------------- | ---- | -------- |
| 1     | Walter Pensberger | FRG  | 14,0     |
| 2     | Klaus Nüske       | FRG  | 14,1     |
| 3     | Mike Parker       | GBR  | 14,2     |
| 4     | Bob Birrell       | GBR  | 18,8     |

Datum: 3. September
Bob Birrell stürzte, lief jedoch anschließend ins Ziel.

### 400 m Hürden
| Platz | Athlet         | Land | Zeit (s) |
| ----- | -------------- | ---- | -------- |
| 1     | Helmut Janz    | FRG  | 50,6     |
| 2     | Chris Surety   | GBR  | 51,0     |
| 3     | Manfred Wagner | FRG  | 52,0     |
| 4     | Thomas Bryan   | GBR  | 53,8     |

Datum: 2. September

### 3000 m Hindernis
| Platz | Athlet                | Land | Zeit (min) |
| ----- | --------------------- | ---- | ---------- |
| 1     | Maurice Herriot       | GBR  | 8:54,6     |
| 2     | Wilhelm-Rüdiger Böhme | FRG  | 8:55,0     |
| 3     | Michael Palmer        | GBR  | 8:59,2     |
| 4     | Wolfgang Fricke       | FRG  | 9:05,4     |

Datum: 3. September

### 4 × 100 m Staffel
| Platz | Besetzung      | Land                                                  | Zeit (s) |
| ----- | -------------- | ----------------------------------------------------- | -------- |
| 1     | BR Deutschland | Alfred Hebauf Klaus Ulonska Uwe Breker Manfred Germar | 40,1     |
| 2     | Großbritannien | Len Carter Michael Hildrey David Jones Alf Meakin     | 40,1     |

Datum: 2. September

### 4 × 400 m Staffel
| Platz | Besetzung      | Land                                                            | Zeit (min) |
| ----- | -------------- | --------------------------------------------------------------- | ---------- |
| 1     | Großbritannien | Robbie Brightwell Barry Jackson Malcolm Yardley Adrian Metcalfe | 3:04,9     |
| 2     | BR Deutschland | Jürgen Kalfelder Helmut Janz Carl Kaufmann Manfred Kinder       | 3:05,3     |

Datum: 3. September

### Hochsprung
| Platz | Athlet               | Land | Höhe (m) |
| ----- | -------------------- | ---- | -------- |
| 1     | Crawford Fairbrother | GBR  | 2,00     |
| 2     | Theo Püll            | FRG  | 1,95     |
| 3     | Gordon Miller        | GBR  | 1,90     |
| 4     | Wolfgang Spinnler    | FRG  | 1,90     |

Datum: 3. September

### Stabhochsprung
| Platz | Athlet         | Land | Höhe (m) |
| ----- | -------------- | ---- | -------- |
| 1     | Klaus Lehnertz | FRG  | 4,50     |
| 2     | Dieter Möhring | FRG  | 4,30     |
| 3     | Rex Porter     | GBR  | 4,15     |
| 4     | James McManus  | GBR  | 4,10     |

Datum: 2. September

### Weitsprung
| Platz | Athlet            | Land | Weite (m) |
| ----- | ----------------- | ---- | --------- |
| 1     | Manfred Steinbach | FRG  | 7,79      |
| 2     | John Howell       | GBR  | 7,50      |
| 3     | Fred Alsop        | GBR  | 7,43      |
| 4     | Ingo Schönewolf   | FRG  | 5,64      |

Datum: 3. September

### Dreisprung
| Platz | Athlet          | Land | Weite (m) |
| ----- | --------------- | ---- | --------- |
| 1     | Fred Alsop      | GBR  | 15,48     |
| 2     | Jörg Wischmeier | FRG  | 15,44     |
| 3     | Günter Zeiß     | FRG  | 15,02     |
| 4     | Mike Ralph      | GBR  | 14,86     |

Datum: 2. September

### Kugelstoßen
| Platz | Athlet          | Land | Weite (m) |
| ----- | --------------- | ---- | --------- |
| 1     | Arthur Rowe     | GBR  | 19,14     |
| 2     | Dietrich Urbach | FRG  | 17,57     |
| 3     | Martin Lucking  | GBR  | 17,34     |
| 4     | Hermann Lingnau | FRG  | 17,21     |

Datum: 3. September

### Diskuswurf
| Platz | Athlet         | Land | Weite (m) |
| ----- | -------------- | ---- | --------- |
| 1     | Jens Reimers   | FRG  | 51,98     |
| 2     | Rudi Schwarz   | FRG  | 50,09     |
| 3     | Eric Cleaver   | GBR  | 47,95     |
| 4     | John Sheldrick | GBR  | 47,59     |

Datum: 2. September

### Hammerwurf
| Platz | Athlet       | Land | Weite (m) |
| ----- | ------------ | ---- | --------- |
| 1     | Hans Fahsl   | FRG  | 62,60     |
| 2     | Howard Payne | GBR  | 61,94     |
| 3     | Hans Wulff   | FRG  | 59,00     |
| 4     | Laurie Hall  | GBR  | 53,43     |

Datum: 2. September

### Speerwurf
| Platz | Athlet         | Land | Weite (m) |
| ----- | -------------- | ---- | --------- |
| 1     | Hans Schenk    | FRG  | 77,09     |
| 2     | Hermann Rieder | FRG  | 76,68     |
| 3     | John Greasley  | GBR  | 69,33     |
| 4     | Colin Smith    | GBR  | 67,28     |

Datum: 3. September